# Génesis Dávila
Génesis María Dávila Pérez (sinh ngày 18 tháng 11 năm 1990) là một người mẫu người Mỹ gốc Puerto Rico và là người giữ danh hiệu cuộc thi sắc đẹp. Cô đã giành chiến thắng trong cuộc thi Hoa hậu Thế giới Puerto Rico 2014, nơi cô đại diện cho Arroyo. Cô cũng đại diện cho Puerto Rico tại cuộc thi Miss World 2014 tổ chức tại London. Cô đã đăng quang Hoa hậu Florida Hoa Kỳ 2017 nhưng bị loại vì sử dụng hỗ trợ bên ngoài về tóc và trang điểm. Năm sau, cô đăng quang Hoa hậu Florida Hoa Kỳ 2018 và đại diện Florida tại Hoa hậu Hoa Kỳ 2018, nơi cô nằm trong top năm.

## Cuộc đời và sự nghiệp

### Đầu đời
Dávila sinh ra ở Bayamón, Puerto Rico vào ngày 18 tháng 11 năm 1990. Cô cũng đã sống ở Miami Beach, Florida ở Hoa Kỳ.

#### Danh hiệu Puerto Rico

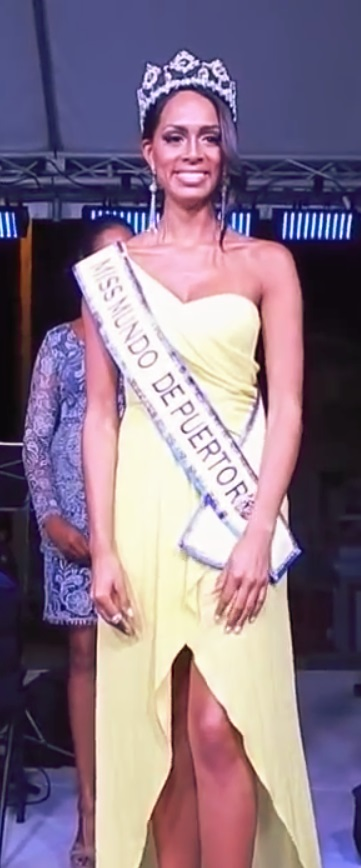
Génesis Dávila trong vai Hoa hậu Thế giới Puerto Rico 2014 tại Arroyo.

### Cuộc thi sắc đẹp

#### Hoa hậu Hoàn vũ Puerto Rico 2013
Vào ngày 29 tháng 8 năm 2012, Dávila đại diện cho Arroyo tại cuộc thi Hoa hậu Hoàn vũ Puerto Rico 2013. Cô đã kết thúc cuộc thi và hoàn thành với tư cách là người về nhì và giành được giải thưởng Chân đẹp nhất. Người chiến thắng Hoa hậu Hoàn vũ Puerto Rico 2013 là Monic Pérez, người đại diện cho đô thị Arecibo. Với tư cách là Á hậu 1, Dávila đã nhận được quyền đại diện cho Puerto Rico tại Hoa hậu Liên lục địa 2012. Cô đã hoàn thành với tư cách là Á hậu 1 và giành được danh hiệu Hoa hậu Liên lục địa Bắc Mỹ.

#### Hoa hậu Thế giới 2014
Vào ngày 13 tháng 8 năm 2014, Dávila đại diện cho Arroyo tại Miss World Puerto Rico 2014. Cô đã giành chiến thắng trong cuộc thi và cũng giành được Giải thưởng Người đẹp Bãi biển. Dávila tiếp tục đại diện cho Puerto Rico tại Miss World 2014 tại London, nơi cô trở thành người phụ nữ đầu tiên của di sản châu Phi chủ yếu đại diện cho Puerto Rico tại cuộc thi Hoa hậu Thế giới nhưng không thể lọt vào vòng bán kết.

#### Hoa hậu Florida Hoa Kỳ
Dávila đại diện cho Miami Beach trong cuộc thi Hoa hậu Florida Hoa Kỳ 2017 được tổ chức vào ngày 16 tháng 7 năm 2016. Cô đã giành được chiến thắng, và được trao vương miện Hoa hậu Florida Hoa Kỳ 2017 bởi chủ nhân sắp ra đi Brie Gabrielle. Dávila bị truất ngôi vào ngày 22 tháng 7 năm 2016 sau khi được tiết lộ rằng cô đã thuê các chuyên gia trang điểm và làm tóc bên ngoài trong cuộc thi Hoa hậu bang Florida Hoa Kỳ thay vì tự trang điểm, điều này rõ ràng là trái với quy tắc của cuộc thi. Cuộc thi nói rằng họ đã nhận được nhiều lời phàn nàn từ các nhân chứng và các thí sinh khác, ngoài ra nó còn mang lại cho Dávila một lợi thế không công bằng. Á hậu 1 của cô, Linette De Los Santos, đã giành vị trí Hoa hậu Florida Hoa Kỳ 2017 và đại diện Florida tại Hoa hậu Hoa Kỳ 2017.
Dávila sau đó đã đệ đơn kiện các chủ sở hữu của cuộc thi Hoa hậu Florida Hoa Kỳ với giá 15 triệu USD, tìm kiếm thiệt hại cho việc phỉ báng và phục hồi vương miện của cô. Vụ kiện sau đó đã được bác bỏ vào tháng 10, với các điều khoản được bảo mật. Năm sau, Dávila trở lại Hoa hậu Florida Hoa Kỳ, đại diện cho Miami, và chiến thắng cuộc thi một lần nữa. Cô đại diện cho Florida tại Miss USA 2018 và nằm trong top 5. Dávila được kế nhiệm bởi Nicolette Jennings của Palm Harbor.

## liên kết ngoài
- Missworld.com